# イナズマンF
『イナズマンF』（イナズマン フラッシュ）は、1974年4月9日から同年9月24日までNET系列で、毎週火曜日19時30分から20時00分に全23話が放送された、NET・東映制作の特撮テレビドラマ。前作については『イナズマン』を参照。

## 概要
本作品は 『イナズマン』の第3・4クールに相当する。前作第24話・第25話（最終話）はファントム軍団との最終決戦であると同時に新たな敵・デスパー軍団の登場編でもあり、物語はそのまま『イナズマンF』へと続いた。
しかし、いわゆる「変身ヒーロー」が活躍する子供向け特撮アクションドラマが、作品の乱立によって衰退に向かいつつあった当時の状況下、『イナズマン』もスタッフの意気込みとは逆に低視聴率に苦しんだことから、本作品は『イナズマン』とは大きく方向性を変えている。
方向性変更の中心となったのは、東映側のサブプロデューサーだった加藤貢である。これがプロデューサーとして最初の作品だった加藤は、低視聴率の原因やその打開策について、助監督の長石多可男をはじめとする若手スタッフとの間で意見を交換していた。折りしも、チーフプロデューサーの平山亨は他の番組も抱えており、先任サブプロデューサー（実質的にはチーフ）だった井上雅央も第2クール終了後に『パパ愛してる!!』へ移動したため、平山は加藤に『イナズマン』を任せることにした。
加藤が最初に着手したのは、設定の変更である。既にイナズマンこと渡五郎のバックボーンであった「少年同盟」は、原作設定を活かし切ることなくフェイドアウトしていたが、本作品では、第2クールまでのレギュラーだった大木姉弟や丸目豪作ともども完全にカット（ただし初期エンディング画像で「少年同盟」は登場していた）。サナギマンや愛車・ライジンゴーの登場場面も極力減らした。代わって、妻子を敵組織・デスパー軍団に拉致されているという設定を持つインターポール捜査官・荒井誠が五郎のサポーターとして登場。日活で鈴木清順に悪役の素質を見出され、キャリアを積んでいた上野山功一が荒井役に起用された。こうしたヒロインも主人公の弟的存在の子供レギュラーも排除され、主人公と相棒の男性キャラクターを中心とした展開は前作の『イナズマン』の中盤以降で既に試みられており、五郎と豪作の2人だけしか登場しないエピソードが多く作られた。しかし、『イナズマン』のレギュラーヒロインだった大木サトコが削除されたことで五郎と荒井の2人を中心とした、ヒロインも子供もいない男臭い雰囲気になるのは加藤らスタッフも辛かったらしく、初期の時点で女性ゲストを頻繁に登場させるようになった。
スタッフ面でも、硬派のエピソードを数多く書いていた上原正三をメインライターに、新人監督ながらアーティスト志向が強く、 ATG ファンの加藤とはウマが合った塚田正煕をメイン監督に据えるなど監督・脚本陣を大きく刷新した。この結果、本作品は、強制収容所を思わせる実験都市・デスパー・シティを擁し、サイボーグによる独裁国家を企図するデスパーと、これに対峙し、デスパーの打倒とデスパー・シティ市民の解放を目指す五郎・荒井の「たった2人のレジスタンス」を軸とするドラマを前面に押し立てることになった。
新体制の下で、主演の伴直弥をはじめとするキャストや、加藤、上原、塚田を中心とするスタッフは「自分たちの作りたい・演じたいドラマ」作りに力を注いだ。加藤貢は後に、「プロデューサーとして一年目で、ひょっとしたら生涯最高の作品を作ってしまったのかもしれません。鳥居恵子に出演交渉したときのような情熱は、今の自分にはもうありませんね」と述懐している。

## 特徴
世界観、ストーリー面での主な特徴は「概要」で触れたので、ここではその他の点について述べる。
本作品が後年、カルト的人気を得た理由の一つに、毎回登場し、各話の核心を担う女性ゲストの存在がある。重いストーリーを持つ本作品だけに、彼女たちは単なる華的な立場に終わらず、時として視聴者に強烈な印象を残した。そのキャスティングも、東宝出身で宣弘社作品を中心とする1970年代前半の特撮ドラマでアクション系ヒロインとして鳴らした牧れい、のちに『ウルトラマンレオ』にレギュラー出演する奈良富士子（第20話）、当時の東映特撮でもアクション面で活躍した鹿沼えり（第7話）、渥美マリらとともに大映を支えた八代順子（第1話、第18話）と多彩で、なかでも、最終回にガイゼル総統の娘・カレン役で出演した鳥居恵子は当時の東宝の若手人気女優だった。第16話に出演した山科ゆりも、当時の「日活ロマンポルノ」での高い人気を考えると、テレビドラマであるとはいえ他社作品への出演は異例と言えた。また、第11話のゲストである隅田和世は、『八月の濡れた砂』（藤田敏八監督作品）を「毎日見ていた」という加藤プロデューサーのたっての頼みで出演が実現した。
ドラマ重視の方針から、サナギマンやライジンゴーの場面が本編から極力削られたのは「概要」で述べた通りだが、アクションシーン不足への不満を考慮し、エンディングと次回予告の合間に1分弱の「イナズマンFアクション・タイム」と呼ばれるコーナーが設けられていた。これはライジンゴーのポピニカが売れているのにもかかわらず、テレビ本編ではあまり活躍しなくなったことによって関連商品の売れ行きに支障が生じかねないと考えた東映側の、ポピーに対する事前の配慮だった。さらに本作品のエンディングで、前作限りの設定であったはずの少年同盟員が登場していたのは、前作に続きスポンサーを務めていた松下電器への配慮でもある。
最終回「さらばイナズマン ガイゼル最期の日」は、準備稿段階では、ガイゼルを倒した代償として超能力の全てを失った五郎が、「東映まんがまつり」の看板を無感動に一瞥し、風吹く街のいずこへと去っていく、というラストシーンをはじめ、守ろうとした仲間や新人類の全滅など、陰鬱で重い展開だったが、大幅に改稿された。このプロットは助監督を務めていた長石多可男の提案だったという。また、脚本にはラストで塚田正煕の作詞による『イナズマンのバラード』なる挿入歌を流すことが指定されていた。
没稿の最終回以外にも、放送された作品には「人間狩り」などのきわどい表現が多々あり、表現が過激すぎたために却下された構想もいくつか存在する。
上原は、後年のインタビューで、社会の有り様が本作品で描いたようになっており、複雑な心境であると語っている。

## ストーリー
イナズマン・渡五郎は壮絶な死闘の末、帝王バンバを倒しファントム軍団は壊滅した。しかしその直後ファントム軍団を遥かに凌ぐ新組織・デスパー軍団が現れた。その尖兵・ウデスパーは、ファントム軍団を内部分裂させたあのロボット戦士だった。ウデスパーの猛攻の前に、エネルギーの回復していない五郎は退却するが、彼を助けた男女は殺され、偶然近くにいた作業員も巻き添えを食って襲われてしまう。
と、そこにライフルを持った男が現れ、銃声一閃、五郎を助けた。男は五郎を自らの地下アジトに連れて行く。男はインターポールの秘密捜査官・荒井誠と名乗り、この地下アジトに潜伏して戦うことを申し出る。そして、たった2人の辛く厳しい戦いの日々が始まる。

## 登場人物

### イナズマンとその仲間たち
渡五郎 / サナギマン / イナズマン
ファントム軍団を倒した正義の超能力者。
新たな敵・デスパー軍団の無差別攻撃が周囲の人々を巻き込むことを恐れ、大学の寮を引き払い、荒井とともに地下50メートルに作られた秘密基地に隠れ住んでいる。
荒井 誠
インターポールの対デスパー秘密捜査官。
新人類について調査した際に五郎のことを知り、デスパーに襲われた彼を保護した。以後、彼の唯一の仲間として一緒にデスパーと戦う。性格は冷静沈着で、どんな苦境に陥っても諦めない不屈の精神の持ち主。
過去の記憶を失っていたが、第6話でその体がダイオードSV3を命の源とするサイボーグである事実が判明する。さらに12話ではデスパーによって改造された後、奇跡的にデスパー・シティを脱出してきたことも明らかになる。しかし、脱出する際に妻と娘をシティに残してしまい、記憶を取り戻した後は妻と娘との再会を願うようになる。武器は第10話まではライフル、第11話からはショットガンを使用。
荒井 千津子
荒井の妻。荒井と生き別れになってからはデスパー・シティの地下に潜み、読書会を開いていた。最終話で夫と再会し、家族で地上に脱出する。
荒井 ルミ
荒井の幼い一人娘。生まれてから本物の太陽の光を浴びたことがなかったが、最終話で地上に脱出。昇る朝日の光をその身に浴びた。
K麻耶
第16話に登場。インターポールの秘密捜査官で、かつての荒井のパートナー。デスパーに誘拐された九条博士の行方を追ってニューヨーク支部から来日するが、デスパーに捕らわれ、サデスパーによって荒井を殺すように催眠暗示をかけられてしまう。その命令のままに荒井を殺そうとするが、イナズマンが敵を倒すと同時に正気に戻った。
白鳥 ジュン
第22話に登場。荒井と同じくインターポールの捜査官だが、兄のコルトカシーラがデスパー怪人ブラックデスパーに改造されてしまったため、兄のためにインターポールを裏切る。皮肉にも兄の放った銃弾によって命を落とすが、五郎たちにデスパー・シティへの入口を示す暗号文を残した。

### デスパー軍団
前作の第24話から暗躍を始めた新組織。ファントム軍団にクーデターをしかけて組織を壊滅状態に陥れ、帝王バンバがイナズマンに倒された後に本格的に活動を開始した。
ファントム軍団を遥かに凌駕する科学力と戦力を持ち、優れた超能力者を機械改造したロボット戦士（デスパー怪人）と戦闘員を戦力とする。弾道ミサイルやデスパー戦闘機、核兵器も開発・配備しており、日本の征服・支配でなく破壊や人間の抹殺をも厭わぬ作戦を展開した（第3話、第4話など）。ミュータントを自軍の戦力として取り込もうとしたバンバと違い、第2のイナズマンが現れることを警戒してミュータントの殲滅を企む。日本の東京の地下深くに人工太陽が輝く地底都市、デスパー・シティを建造。5万人の人間を閉じ込め、市民をサイボーグに改造して圧政を敷いている。
ガイゼル総統
デスパー軍団を支配する総統。顔は白一色で、右目は傷を負っている。服は漆黒の将校服。失敗した者は絶対に許さない冷酷非情の独裁者だが、一人娘のカレンには優しく、また、優れた部下には全幅の信頼を置いている。
ファントム軍団の帝王バンバをも遥かに凌ぐ大超能力者で、地下に作られた巨大都市デスパー・シティは彼の超能力によって作り出されている。また格闘能力にも優れており、イナズマンの技をことごとく受け止める。
趣味は捕らえた人間を使っての狩猟とチェス。第18話でレッドクインの放った銃弾により右耳を失い、以降は傷痕を隠すプロテクターを装着する。最終話でデスパー・シティの人工太陽を爆発させて日本列島を海底に沈めようとするが、カレンの裏切りによって失敗。その後イナズマンと対決し弱点である右目を自身の杖で貫かれ超能力が弱まりデスパー・シティが消滅、壮絶な死闘の末にイナズマンのパンチを食らい、デスパー軍団全てと共に滅び去った。
ウデスパー
前作第24話から登場したデスパーの参謀。ガイゼルの「右腕」として忠誠を尽くし、ガイゼルからも絶対の信頼を受けている。卑劣な策略家としての一面と誇り高い戦士の一面を併せ持つ。戦闘時は腕にカギ爪、ガトリング銃、ムチなどのアタッチメント・ウデスパーハンドを装着して戦う。これらは左右どちらでも装着可能だが、両腕に同時に装着することはなかった。ガトリング銃はミサイルも発射でき、乱射だけでなく、人質を乗せた飛行船のゴンドラを吊るすロープを一本ずつ切断して見せるほどの狙撃も可能（第4話）。
第7話でイナズマン抹殺の直命を受け、女サイボーグ・ミスワンを利用して渡五郎を殺そうとするが失敗。ミスワンを処刑した後、サナギマンにタイムアップの猶予を与え、イナズマンとの真っ向勝負に挑んだ。ゼーバーイナズマンフラッシュにも耐え抜いたが、皮肉にも自分がミスワンに与えた暗殺用ペンダントによって爆死した。
- 石森による初期デザインでは左腕が生身であった。

ウデスパーα
第8話から登場。爆死したウデスパーの破片から作られたロボット戦士の一人。体の形状は旧ウデスパーと同一だが、体色は赤銅色であり、少し小さくなった頭部には右に大型の、左に小型の刃状の角が着いている。
ウデスパー回路の「力」を増強して受け継いだが、短気で血の気が多く、何事も力に頼りすぎて粗暴な面が目立ち、手柄を焦る傾向がある。弟であるβとは仲が悪い。
戦闘時には万力状のアタッチメントを右手に装着して使用。βと角を交差させてクロスハリケーンという大竜巻を起こす。
ウデスパーβ
第8話から登場。爆死したウデスパーの破片から作られたロボット戦士の一人。αと同じく形状は旧ウデスパーと同一だが、体色は銀色であり、頭部の中心部に曲刀状の角が装備された。
ウデスパー回路の「知」を増強して受け継いでおり、性格もウデスパー同様に冷静沈着な知略家で、αよりもガイゼルへの忠誠心は厚い。しかし、その正反対な性格のために短気な兄であるαとは仲が悪い。最終的にはガイゼルから合体ウデスパーへの合体手術を強制される。
戦闘時にはムチ状のアタッチメントを右手に装着して使用し、第9話では単独でイナズマンと交戦している。
合体ウデスパー
第10話から登場。αとβに合体手術を行なって誕生させたウデスパーの最終形態にしてデスパー軍団最強のサイボーグ戦士。右半身が銀色、左半身が赤銅色になっている。
強大な力でイナズマンを圧倒するが、戦闘中に動力回路がオーバーヒートを起こしたために撤退し、再び2体に分離された。
第13話で再度合体手術を行ない、欠点を克服して復活。眼や口の部分が黒くなった。左腕のムチの先端を発射する合体ウデスパー落としという新技を使って第14話でイナズマンと戦うが、弱点の眉間にゼーバーシュートを受け、ひるんだところをゼーバーイナズマンフラッシュの直撃を浴びて倒された。
- 石森章太郎による初期デザインでは五本指の手を模した形状になっており、山田ゴロによる漫画版ではこの姿で登場している。

サデスパー
第12話から登場。デスパー・シティの市長を務め、親衛隊を率いてカレンを警護している。ウデスパー、ウデスパー兄弟に比肩する。合体ウデスパー死亡後はデスパー軍団の新参謀となる。頭部に多数の角を有しており、十字状の眼からは洗脳光線を放つ。胸部の装甲を左右に開き、その中に敵を挟み込んで内部装甲側にある刺で刺し殺す。正攻法の作戦を好んだウデスパーやウデスパー兄弟と異なり、イナズマンを精神的に追い込んだり、殺し屋や麻薬を利用するなど搦め手の作戦を行なう。最終話でゼーバーイナズマンフラッシュの直撃を受けて爆散した。
- サデスパーという名前はサディスト・デスパーの略称である。

村野ユキ
第12話に登場したデスパーの女幹部で、認識番号は8001。ガイゼルへの忠誠の証としてサイボーグ手術を受け、最高幹部の会議に同席できるほどの信頼を得ているが、実はデスパー・シティの市民たちによるレジスタンス活動のリーダー。彼らの「救世主」イナズマンこと渡五郎と荒井をデスパー・シティ内部に手引きする。五郎たちに関する情報をデスパーへとリークした実弟・ヨシオを射殺後、戦闘で体内のダイオードを損傷した荒井に自らのダイオードを与えたうえ、おびき出したウデスパー兄弟を道連れに爆死した。
レッドクイン
第18話に登場した女スナイパーで、本名は飛鳥夕子。
過去にデスパーによって両親や住んでいた村の人々を殺されており、その復讐を誓った。ガイゼルに近づくために、村の生き残りで唯一の友人である哲也を殺し、サデスパーの信頼を得る。渡五郎の暗殺を命じられた際、超能力者に苦痛を与える「死のメロディ」を利用して狙撃しようとするが失敗。五郎に手を引くように言われるが、自身の手でガイゼルを殺すことにこだわり、最後はデスパーの銃撃を浴びた。しかし、死の間際に放った銃弾はガイゼルの右耳を削ぎ落とした。
カレン
最終話に登場。ガイゼルの一人娘で、父と違って心優しい女性である。しかし、彼女に関わった者はサデスパーの親衛隊に射殺されるため、デスパー・シティの市民にとっては恐怖の対象となっている。デスパー・シティに潜入した五郎との邂逅で人間の優しさを知り、人類を「凶悪な生物」と見なす父の主張に疑念を抱く。デスパーの日本壊滅計画を知り、人工太陽の爆破スイッチを切ったが、裏切りを許さないガイゼルの手によって処刑された。

#### デスパーの戦力
デスパー怪人
改造手術を施されたサイボーグ。ロボットのような外観をしており、デスパーロボット、ロボット戦士とも呼ばれている。そのパワーはファントム軍団のミュータンロボットを遥かに凌ぐ。様々な武器や機械の機能を有しており、それを利用して戦う。
- 初期案では人体の一部をモチーフとしていたが、ハードな作風にあわせメカニカルなモチーフに統一された。ウデスパーのモチーフは人体案の名残である。

デスパー兵士
デスパー軍団の雑兵。赤と黒の縞模様の服を着て、胸部にデスパーの紋章が刻まれた装甲を着けている。掛け声は「ディー!」。武器は手槍、マシンガン、ライフルなど。設定ではファントム軍団を裏切ったファントム兵士を再改造したもので、頭部のマスクもファントム兵士と同じガスマスク風。デスパー少年兵から兵士となった者の存在も暗示されている。
他に、以下のような兵士が登場する。いずれもガスマスク風のマスクは着けていない。
女戦闘員
第7話でミスワンの行動をサポート。胸部装甲は共通しているが服が黒一色。
死者部隊
第21話に登場。ファントム兵士と同じ軍服、ヘルメットを着用。顔面は銀色。失踪者などが改造され、紛争地へ戦火を拡大するために送られる。
ブラックハンター
第22話に登場。ブラックデスパーの率いる暗殺部隊。日本に潜入したインターポール捜査官を射殺する。任務に失敗したハンター05は姉のハンター02マリアエリザベート白鳥ジュンに殺された。
親衛隊員
最終話に登場。青色の軍服とギャリソンキャップ風の制帽を着用し、サデスパーの指揮下で行動。カレンとデスパー市民の接触を監視するのが主な任務。

## キャスト

### レギュラー
- 渡五郎 / サナギマン / イナズマン - 伴直弥
- 荒井誠 - 上野山功一
- ガイゼル総統 - 安藤三男

### 声の出演
- ウデスパー / ウデスパーβ、サデスパー - 岩名雅記
- ウデスパーα - 渡部猛
- 合体ウデスパー - 和田周
- ナレーター - 村越伊知郎

### 主なゲスト
出典：『イナズマン大全』
- 鈴木良子 - 八代順子（第1話）
- 鈴木 - 藤竹修（第1話）
- 早田選手 - 津森正夫（第2話）
- 久保 - 山本廉（第3話）
- 秋元 - 神ひろし（第3話）
- 藤本光治 - 奥野匡（第4話）
- 岡田征二 - 武田一彦（第4話）
- シスター - 中真千子（第4話）
- 死の花嫁 - 石原清美、木梚輝香、村松美枝子（第4話）
- 夏子 - 牧れい（第5話）
- 健一 - 小松陽太郎（第5話）
- 死の商人 - 川野耕司、広田正光（第5話）
- 未知子 - 今井美佐子（第6話）
- ミスワン - 鹿沼えり（第7話）
- デスパー学者A - 津野哲郎（第7・8話）
- 林多美 - 池永和美（第8話）
- 林清 - 長谷川誉（第8話）
- 双子の青年（ウデスパーα・β） - 中本恒夫、中本竜夫（第8話）
- ロペ・アキラ - 宮田真（第9話）
- 医師：松尾文人（第9話）
- 原陽子 - 林靖子（第10話）
- 鈴木二郎 - 諏訪和文（第10話）
- デスパー科学者A - 生田一夫（第11話）
- アナウンサーの声 - 三浦理江（第11話）
- 村野ユキ - 久万里由香（第12話）
- 村野ヨシオ - 神ひろし（第12話）
- 啓介老人 - 鮎川浩（第12話）
- 荒井千津子 - 野口ふみえ（第12・23話）
- 荒井ルミ - 土田里美（第12・23話）
- 夏子 - 栗原啓子（第13話）
- デスパー科学者A - 山口譲（第13話）
- 小野良江 - 戸島一実（第14話）
- 高田幸一 - 佐瀬陽一（第14話）
- 高田幸治 - 西川和孝（第14話）
- 山田 - 岩上瑛（第15話）
- 医者（サデスパー） - 神田正夫（第15話）
- 山沢由美 - 米田美枝子（第15話）
- 山沢健二 - 染谷利貴（第15話）
- K麻耶 - 山科ゆり（第16話）
- 九条博士 - 田中力（第16話）
- 九条一郎 - 鈴木まさゆき（第16話）
- クリスティーヌ - 郷田ジュン（第17話）
- 飛鳥夕子 - 八代順子（第18話）
- 哲也 - 佐藤仁哉（第18話）
- 夕子の母 - 上野綾子（第18話）
- 勝の父親 - 岩名雅記（第19話）
- 勝 - 高橋直太（第19話）
- 大杉教授 - 高松政雄（第19話）
- デスパー科学者A - 小倉雄三（第19話）
- テレサ - 奈良富士子（第20話）
- 渡五郎（少年時代） - 町田有弘（第20話）
- テレサ（少女時代） - 天野美保子（第20話）
- テレサの父 - バート・ヨハンセン（第20話）
- 倉山松助 - 福岡正剛（第21話）
- 倉山太一 - 梅津昭典（第21話）
- 白鳥ジュン - 牧れい（第22話）
- カレン - 鳥居恵子（第23話）
- 若者A - 水木一郎（第23話）

## スタッフ
- 原作 - 石森章太郎
- プロデューサー - 荻野隆史 （NET） 、平山亨、加藤貢
- 脚本 - 上原正三、高久進、平山公夫、島田真之、峰沢脩（塚田正熙）、さとうかずゆき、楢岡八郎[注釈 13]、長石多可男、曽田博久、山田哲久、山崎久（田口勝彦）
- 撮影 - 原秀夫（プロダクション・ショット）
- 助監督 - 長石多可男、平山公夫
- 音楽 - 渡辺宙明
- 演奏 - あんだんて
- 仕上制作 - 映広音響
- 録音 - 太田克己
- 編集 - 武中昭世、菅野順吉
- 特撮 - 村上克司、星野行彦、八木功ほか
- トランポリン - 佐藤巧（大野剣友会）
- 監督 - 塚田正煕、山田稔、田口勝彦、前川洋之
- 制作 - NET、東映、東映エージエンシー

## 音楽
本作品のBGMおよび主題歌、挿入歌、イメージソングは全て渡辺宙明が作・編曲した。

### 主題歌
オープニングテーマ「フラッシュ! イナズマン」
作詞 - 八手三郎 / 作曲・編曲 - 渡辺宙明 / 歌 - 秀夕木
第3、10、11、16、22話では挿入歌として使用された。
エンディングテーマ「イナズマン・アクション」
作詞 - 石森章太郎 / 作曲・編曲 - 渡辺宙明 / 歌 - 水木一郎

#### 挿入歌・イメージソング
番組放送中に発売された主題歌・挿入歌LPレコードに収録。
「揮えゼーバーイナズマン」（第4話）
作詞 - 田中守 / 作曲・編曲 - 渡辺宙明 / 歌 - 水木一郎
- 後に「スパイダーマン」に次回予告BGMとして流用された。

「平和の戦士サナギマン」
作詞 - 島田真之 / 作曲・編曲 - 渡辺宙明 / 歌 - 水木一郎
「少年同盟隊歌」
作詞 - 高久進 / 作曲・編曲 - 渡辺宙明 / 歌 - コロムビアゆりかご会
「怒れライジンゴー」（第2、6話）
作詞 - 田中守 / 作曲・編曲 - 渡辺宙明 / 歌 - 水木一郎
「帝王バンバのテーマ」
作詞 - 加戸木貢 / 作曲・編曲 - 渡辺宙明 / 歌 - こおろぎ'73
「カイゼルデスパーの歌」
作詞 - 土井信 / 作曲・編曲 - 渡辺宙明 / 歌 - こおろぎ'73
「五郎の歌」
作詞 - 石森章太郎 / 作曲・編曲 - 渡辺宙明 / 歌 - 水木一郎
「イナズマンの子守歌」
作詞 - 伊賀正雄 / 作曲・編曲 - 渡辺宙明 / 歌 - 水木一郎
「イ・ナ・ズ・マ・ンの歌」
作詞 - 赤井圭 / 作曲・編曲 - 渡辺宙明 / 歌 - コロムビアゆりかご会

## 放送リスト
| 放送日        | 話数 | サブタイトル                           | 登場怪人他                                                                                        | 脚本                    | 監督     |
| ------------- | ---- | -------------------------------------- | ------------------------------------------------------------------------------------------------- | ----------------------- | -------- |
| 1974年 4月9日 | 1    | 恐怖のガイゼル総統と謎のデスパー軍団！ | - ハンマーデスパー（声 - 渡部猛） - ノコギリデスパー（声 - 細井雅男）                             | 上原正三                | 塚田正煕 |
| 4月16日       | 2    | 戦慄のサファリ！海中大作戦!!           | - ノコギリデスパー                                                                                | 上原正三                | 塚田正煕 |
| 4月23日       | 3    | 水爆500発!! 地底大戦争！               | - バーナーデスパー（声 - 大山豊）                                                                 | 上原正三                | 田口勝彦 |
| 4月30日       | 4    | 謎の飛行船？宇宙へ!!                   | - ドリルデスパー（声 - 和久井節緒）                                                               | 平山公夫                | 田口勝彦 |
| 5月7日        | 5    | DES（デス）ミサイル大空中戦!!          | - マシンガンデスパー（人間態（黒眼鏡の男） - 守屋俊志、声 - 清川元夢）                            | 高久進                  | 山田稔   |
| 5月14日       | 6    | ガイゼルの大要塞                       | - ナイフデスパー（声 - 村瀬正彦）                                                                 | 曽田博久                | 山田稔   |
| 5月21日       | 7    | 大決戦！ウデスパー対イナズマン!!       | - ウデスパー - 女サイボーグ・ミスワン（演 - 鹿沼えり）                                            | 上原正三                | 塚田正煕 |
| 5月28日       | 8    | ウデスパー兄弟！クロスハリケーン!!     | - ジェットデスパー（声 - 青森伸）                                                                 | 上原正三                | 塚田正煕 |
| 6月4日        | 9    | 少年サーカスとマルチ大作戦             | - ハサミデスパー（声 - 西尾徳）                                                                   | 上原正三                | 田口勝彦 |
| 6月11日       | 10   | ウデスパー兄弟の挑戦状!!               | - ジシャクデスパー（声 - 野島昭生） - 合体ウデスパー                                              | 上原正三                | 田口勝彦 |
| 6月25日       | 11   | 美しいサイボーグ！暁に分身す!!         | - サイレンサーデスパー（人間態（大橋あけみ） - 隅田和世、声 - 江川菜子） - 合体ウデスパー         | 島田真之 峰沢脩         | 塚田正煕 |
| 7月2日        | 12   | 幻影都市デスパー・シティ               | - ボイラーデスパー（声 - 岸野一彦） - サデスパー                                                  | 上原正三                | 塚田正煕 |
| 7月16日       | 13   | 白い闇!! 鬼女がうたう子守歌            | - マサカリデスパー（声 - 吉原正晧） - 鬼女（声 - 加川真規） - 合体ウデスパー                      | 上原正三                | 前川洋之 |
| 7月23日       | 14   | 大空中戦!! 合体ウデスパー戦略部隊      | - 合体ウデスパー                                                                                  | 上原正三                | 前川洋之 |
| 7月30日       | 15   | 大洪水作戦!!                           | - ドリルデスパー（再生）（声 - 和久井節緒）                                                       | 山崎久                  | 山田稔   |
| 8月6日        | 16   | 謎の女 その名はデスパー秘密捜査官      | - ノコギリデスパー2号（声 - 依田英助）                                                            | 平山公夫                | 山田稔   |
| 8月13日       | 17   | 青い瞳のインベーダー                   | - ジェットデスパー2号（声 - 山下望） / イグアス星人ジェット（演 - 下塚誠）                        | 山田哲久 楢岡八郎       | 塚田正煕 |
| 8月20日       | 18   | レッドクイン 暗殺のバラード            | - ハンマーデスパー（再生）（声 - 渡部猛） - ハンマーデスパー2（人間態 - 新堀和男、声 - 丸山詠二） | 長石多可男              | 塚田正煕 |
| 8月27日       | 19   | イナズマン デスパー軍団に入隊す!!      | - ミキサーデスパー（声 - 和田周） - ギロチンデスパー（声 - 大宮悌二）                             | 上原正三                | 前川洋之 |
| 9月3日        | 20   | 蝶とギロチン 花地獄作戦                | - ギロチンデスパー                                                                                | さとうかずゆき 楢岡八郎 | 前川洋之 |
| 9月10日       | 21   | 死者部隊ルート047                      | - スプレーデスパー（声 - 村瀬正彦）                                                               | 上原正三                | 山田稔   |
| 9月17日       | 22   | 邪魔者は殺せ ガイゼルの至上命令        | - ブラックデスパー（人間態（コルト・カシーラ） - 渡辺修、声 - 清川元夢）                          | 塚田正煕                | 山田稔   |
| 9月24日       | 23   | さらばイナズマン ガイゼル最期の日      | - ガイゼル総統 - サデスパー - サデスパー親衛隊                                                    | 上原正三                | 塚田正煕 |

## 放送局
- NET（制作局）：火曜 19:30 - 20:00
- 北海道テレビ：火曜 19:30 - 20:00[26]
- 青森テレビ：水曜 18:00 - 18:30[27]
- テレビ岩手：火曜 18:00 - 18:30[28]
- 秋田放送：月曜 17:20 - 17:50[29]
- 山形放送：金曜 17:30 - 18:00[30]
- 宮城テレビ：金曜 18:00 - 18:30[31]
- 福島中央テレビ（先行放送。4月8日開始）：月曜 19:30 - 20:00 [32]
- 新潟放送：水曜 17:30 - 18:00[33]
- 長野放送：火曜 18:00 - 18:30[34]
- テレビ山梨：火曜 18:00 - 18:30[35]
- 静岡放送：月曜 17:00 - 17:30[36]
- 名古屋テレビ：火曜 19:30 - 20:00[37]
- 毎日放送：火曜 19:30 - 20:00
- 山陰放送：月曜 18:00 - 18:30[38]
- 瀬戸内海放送：火曜 19:30 - 20:00[39]
- 広島ホームテレビ：金曜 19:00 - 19:30[40]
- テレビ高知
- 九州朝日放送：火曜 19:30 - 20:00[41]
- テレビ熊本：水曜 17:30 - 18:00[41]
- 宮崎放送：月曜 18:00 - 18:30[42]

## 他媒体展開
イナズマンの客演作品については、イナズマンおよびイナズマン (架空の人物)を参照。

### 映像ソフト化
すべて東映ビデオより発売
- ビデオ（VHS、セル・レンタル共通）は傑作選として、3巻・9話分を収録したものがリリースされている。
- 1996年1月21日から5月21日にかけてLDが発売された。全3巻の各2枚組で各巻8話（Vol.3のみ7話）収録。
- 2004年4月21日から6月21日にかけてDVDが発売された[43]。全2巻の各2枚組でVol.1は11話、Vol.2は12話収録。
- 2008年7月21日発売の「石ノ森章太郎 生誕70周年 DVD-BOX」に第1話が収録されている。

### ネット配信
- 東映特撮YouTube Official…2012年1月23日 - 4月8日、2013年3月4日 - 5月19日、2023年4月25日 - 7月18日

### 劇場版
書籍『全怪獣怪人 下巻』では、『飛び出す立体映画 イナズマン』に登場するミサイルデスパーも『イナズマンF』側に記載している。
『イナズマンF』
1974年7月25日公開。第12話のブローアップ版。東映まんがまつりの一編として上映。2007年12月7日に発売された『東映特撮ヒーロー THE MOVIE BOX』や、2009年10月21日に発売された『東映特撮ヒーロー THE MOVIE Vol.2』および、2011年10月21日に発売された『復刻! 東映まんがまつり 1974年夏』に収録されている。
以下、客演作品
『仮面ライダー×仮面ライダー ウィザード&フォーゼ MOVIE大戦アルティメイタム』
本作品と設定は異なるが、ゼーバーが登場。

### 漫画版
- よいこ（作画 - 山田ゴロ）1974年6月号 - 9月号[44]
- 幼稚園（作画 - 小牧敏秀）1974年6月号 - 10月号[44]
- 小学一年生（作画 - 石川巨人）1974年6月号 - 9月号[44]
- 小学二年生（作画 - 佐藤利夫）1974年6月号 - 9月号[44]
- 小学三年生（作画 - 土山よしき）1974年6月号 - 9月号[44]
- 小学四年生（作画 - 一峰大二）1974年6月号 - 8月号[44]
- テレビランド（作画 - 山田ゴロ）1974年5月号 - 10月号[44]